# Sigrid van Aken
Sigrid van Aken (Amsterdam, 1 maart 1970) is de chief executive officer van de Postcode Lottery Group, 's werelds op twee na grootste particuliere donateur aan goede doelen, na de Bill & Melinda Gates Foundation en the Wellcome Trust.

## Biografie
Sigrid van Aken studeerde Franse taal- en letterkunde aan de Universiteit Utrecht. Ze werkte in 1994-1995 bij Rabobank Parijs en van 1996 tot 1998 bij Pink Elephant. In 1998 werd ze senior IT-consultant voor KPMG Consulting.
In 2002 trad Sigrid van Aken toe tot de VriendenLoterij en Nationale Postcode Loterij, loterijen van Novamedia / Postcode Lottery Group. Ze is sinds 2020 de CEO van de Postcode Lottery Group.
Daarnaast zat van Aken van 2013 tot 2021 in de Raad van Commissarissen van het openbaarvervoerbedrijf GVB van Amsterdam.
Van Aken is verantwoordelijk voor alle entiteiten en operaties van de Postcodeloterijen in vijf landen: Nederland (1989), Zweden (2005), Groot-Brittannië (2005), Duitsland (2016), Noorwegen (2018) - deze zijn gezamenlijk bekend als de Postcode Lottery Group - en recentelijk Canada (2024) met de oprichting van de Canadian Postcode Lottery Foundation.
Het jaar na haar benoeming tot CEO werd Sigrid van Aken uitgenodigd om te spreken tijdens het Prinsjesdagontbijt, gehouden op Prinsjesdag, ter markering van de jaarlijkse opening van het Nederlandse parlementaire jaar.

## Erkenning
Sigrid van Aken is herhaaldelijk gerangschikt in de Nederlandse publicatie Opzij top 100 als de meest invloedrijke vrouw in de categorie goede doelen.
In 2020 behaalde ze de 59e positie in de Volkskrant Top 200, een lijst van invloedrijke Nederlanders.

## Persoonlijk leven
Sigrid van Aken woont in Amsterdam met haar gezin.